# Comté de Cape May
Le comté de Cape May est un comté situé dans l'État du New Jersey, aux États-Unis. Son chef-lieu est Cape May Court House. Sa population était de 95 263 habitants en 2020. Il fait partie de la région de la Vallée du Delaware.

## Géographie
La comté se trouve à l'extrême sud de New Jersey, ses côtes étant baignées par l'océan Atlantique à l'est et la baie du Delaware à l'ouest qui le sépare de l'État du Delaware.

### Géolocalisation
| Comté de Cumberland        | Comté d'Atlantic  |  |
| Comté de Kent (Delaware)   | Comté de Cape May |  |
| Comté de Sussex (Delaware) |                   |  |

## Tourisme
De nombreux touristes canadiens-français visitent le comté de Cape May au cours de l'été,.

## Démographie
| Groupe            | Comté de Cape May | New Jersey | États-Unis |
| ----------------- | ----------------- | ---------- | ---------- |
| Blancs            | 89,8              | 68,6       | 72,4       |
| Afro-Américains   | 4,7               | 13,7       | 12,6       |
| Autres            | 2,5               | 6,4        | 6,4        |
| Asiatiques        | 0,9               | 8,6        | 4,8        |
| Métis             | 1,9               | 2,3        | 2,9        |
| Amérindiens       | 0,2               | 0,3        | 0,9        |
| Total             | 100               | 100        | 100        |
|                   |                   |            |            |
| Latino-Américains | 6,2               | 17,7       | 16,7       |

Selon l'American Community Survey, en 2010 90,12 % de la population âgée de plus de 5 ans déclare parler l'anglais à la maison, 5,35 % déclare parler l'espagnol, 0,64 % l'italien, 0,60 % le polonais et 3,29 % une autre langue.